# هال کانولی
هال کانولی (انگلیسی: Hal Connolly؛ ۱ اوت ۱۹۳۱ – ۱۸ اوت ۲۰۱۰) پرتاب‌گر چکش اهل ایالات متحده آمریکا بود.
وی در مسابقات کشوری و بین‌المللی در مجموع برندهٔ ۱ مدال طلا شده‌است.